# كارل تي نانا
كارل تي نانا (بالإنجليزية: Karl Te Nana)‏ هو لاعب دوري الرغبي نيوزيلندي، ولد في 15 يوليو 1975 في بالميرستون نورث في نيوزيلندا.

## وصلات خارجية
- كارل تي نانا على موقع سلسلة سباعيات الرغبي العالمية - رجال (الإنجليزية)
- كارل تي نانا على موقع اتحاد ألعاب الكومنولث (مؤرشف) (الإنجليزية)